# Izabela Gorzkowska-Głowacka

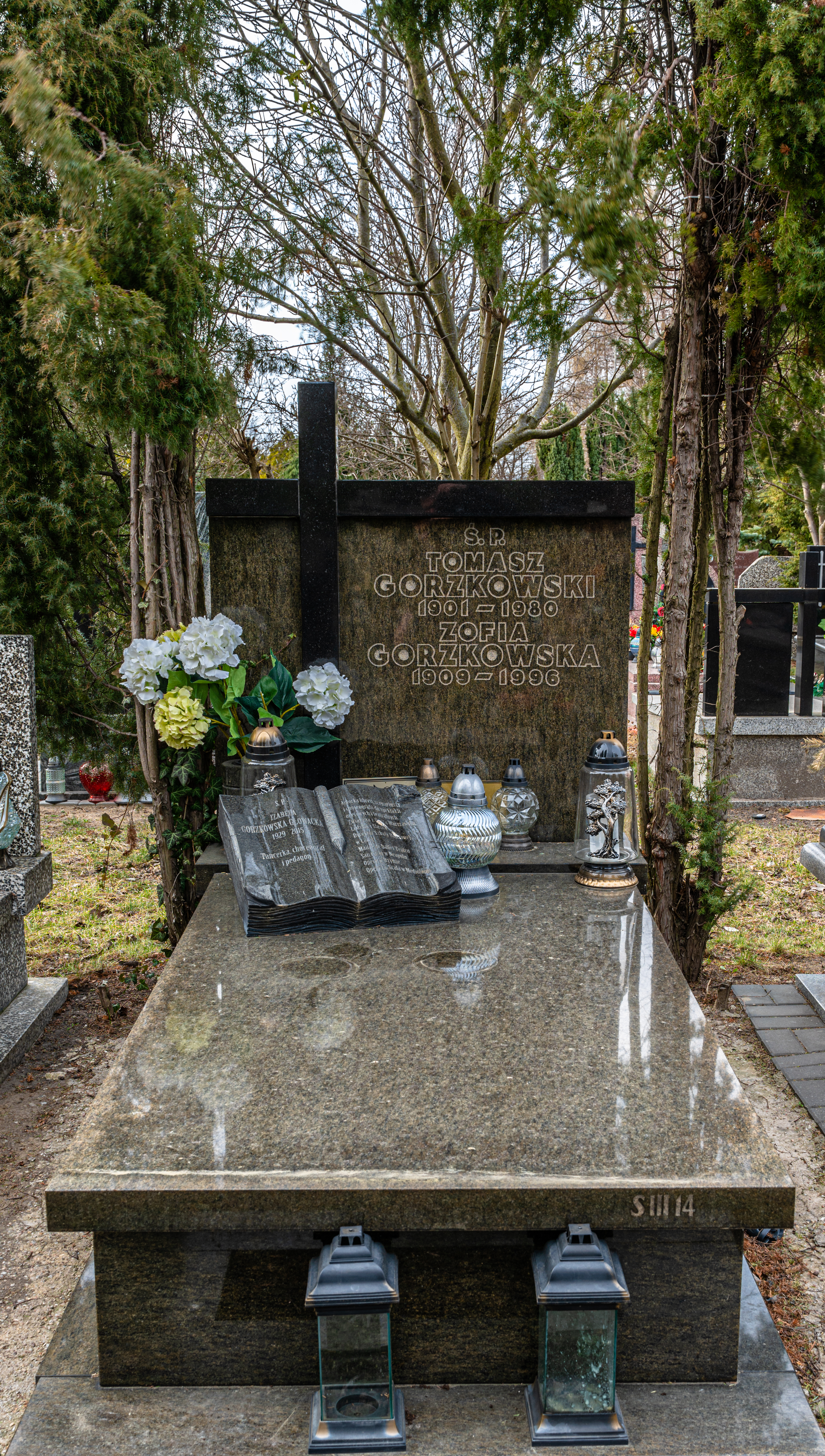
Grób Izabeli Gorzkowskiej-Głowackiej na cmentarzu komunalnym Północnym w Warszawie

Izabela Gracjanna Gorzkowska-Głowacka (ur. w 1929 w Wilnie, zm. 20 lipca 2015) – polska tancerka, solistka, pedagog tańca i choreografka.

## Życiorys
Rodzicami byli Tomasz Gorzkowski i Zofia z domu Puszwaskis. Po zdaniu matury ogólnokształcącej w 1953, ukończyła Państwową Szkołę Baletową w Warszawie, następnie odbyła studia choreograficzne w Państwowej Wyższej Szkole Teatralnej w Warszawie (dyplom w 1959). W 1961 wyjechała do Moskwy i odbyła staże w Teatrze Wielkim i w Państwowym Instytucie Sztuki Teatralnej (GITIS) oraz ukończyła kurs pedagogiczny w Akademickiej Szkole Baletowej.
Karierę artystyczną rozpoczęła w wojskowym zespole pieśni i tańca (1951–1956), od 1953 związana była zawodowo kolejno: z Operetką Warszawską, od 1957 Teatrem Wielkim w Łodzi, od 1959 z Operą Śląską. Jako pedagog pracowała w Państwowej Szkole Baletowej w Bytomiu, a następnie w 1963 została wykładowcą tańca klasycznego w Państwowej Szkole Baletowej w Warszawie, łącząc pracę z kierowaniem baletem Operetki Warszawskiej. W latach 1991–2004 była dyrektorem Ogólnokształcącej Szkoły Baletowej im. Feliksa Parnella w Łodzi. Była ekspertem komisji kwalifikacyjnych dla nauczycieli.
Pierwszym mężem (w latach 1958–1964) był Fryderyk Lebik (1930-2000) – tancerz Opery Śląskiej i Operetki Warszawskiej.

## Prace choreograficzne
Była autorką układów i opracowań choreograficznych do programów telewizyjnych, oper i operetek, spektakli teatralnych i estradowych, a także filmów krótkometrażowych i reklamowych. Współpracowała z teatrami muzycznymi i operowymi: Operą La Scala w Mediolanie i Operą w Rzymie, dzięki wystawieniu dwóch baletów Czajkowskiego i Debussy’ego w neapolitańskim Teatro di San Carlo otrzymała status członka zwyczajnego Stowarzyszenia Autorów ZAiKS.
Od 1973 była członkiem Związku Artystów Scen Polskich Sekcji H – Autorów Dzieł Choreograficznych.

## Medale i odznaki
- Medal 200-lecia Baletu Polskiego (1999)
- Odznaka „Za Zasługi dla Miasta Łodzi”[6][7] (2001)
- Krzyż Kawalerski Orderu Odrodzenia Polski (2003)[8]
- Brązowy medal Medal „Zasłużony Kulturze Gloria Artis” (2006)

Pochowana została na cmentarzu komunalnym Północnym na Wólce Węglowej w Warszawie (kwatera S-III-14-4-8).